# Think I'm in Love (canción de Beck)
«Think I'm in Love» —en español: «Creo que estoy enamorado»— es una canción del músico estadounidense Beck, lanzada como tercer y último sencillo del álbum The Information en 2006. Alcanzó el puesto #22 en el Billboard Modern Rock Tracks.

## Video musical
En el video musical de bajo presupuesto se lo ve a Beck en primera plana cantando la canción mientras en el fondo se ve a una persona de pie, observando la cámara. Mientras transcurre la canción, la imagen se distorsiona, mostrando a los músicos haciendo actos extraños, como jugando a la pelota vestidos de mujer, o a mujeres vestidas de verde con bigote.

## Lista de canciones
1. «Think I'm in Love» - 3:20